# خاندان کیرا
خاندان کیرا (انگلیسی: Kira clan) یک خاندان ژاپنی از تبار امپراتور سیوا (۸۵۰–۸۸۰)، و یک شاخه از خاندان آشیکاگا بود که خود از خاندان میناموتو منشأ می‌گرفت.